# Elmira Urumbayeva
Elmira Sagitovna Urumbayeva (ur. 3 października 1976 w rejonie Boʻstonliq) – uzbecka narciarka alpejska, uczestniczka zimowych igrzysk olimpijskich w 2002.

## Osiągnięcia

### Igrzyska olimpijskie
| Miejsce | Dzień     | Rok  | Miejscowość    | Konkurencja | Czas biegu  | Strata   | Zwyciężczyni    |
| ------- | --------- | ---- | -------------- | ----------- | ----------- | -------- | --------------- |
| 38.     | 22 lutego | 2002 | Salt Lake City | slalom      | 1:46,10 min | +38,80 s | Janica Kostelić |

### Mistrzostwa świata
| Miejsce | Dzień     | Rok  | Miejscowość | Konkurencja   | Czas biegu | Strata | Zwyciężczyni          |
| ------- | --------- | ---- | ----------- | ------------- | ---------- | ------ | --------------------- |
| DNF     | 5 lutego  | 1997 | Sestriere   | slalom        | 1:43,88    | –      | Deborah Compagnoni    |
| 30.     | 9 lutego  | 1997 | Sestriere   | slalom gigant | 2:39,19    | +42,0  | Deborah Compagnoni    |
| 44.     | 11 lutego | 1997 | Sestriere   | supergigant   | 1:23,50    | +16,46 | Isolde Kostner        |
| DNF     | 11 lutego | 1999 | Vail        | slalom gigant | 2:08,54    | –      | Alexandra Meissnitzer |
| 36.     | 13 lutego | 1999 | Vail        | slalom        | 1:33,37    | +19,96 | Zali Steggall         |
| 40.     | 7 lutego  | 2001 | Sankt Anton | slalom        | 1:32,94    | +28,69 | Anja Pärson           |
| 42.     | 9 lutego  | 2001 | Sankt Anton | slalom gigant | 2:19,01    | +31,33 | Sonja Nef             |